# Polygala pellucida
Polygala pellucida är en jungfrulinsväxtart som beskrevs av John Henry Lace. Polygala pellucida ingår i släktet jungfrulinssläktet, och familjen jungfrulinsväxter. Inga underarter finns listade i Catalogue of Life.